# Kaiserpokal 1961
Der Kaiserpokal 1961 war die 41. Austragung des Kaiserpokals, des höchsten japanischen Fußballpokalwettbewerbs. Sieger des Wettbewerbs waren die Furukawa Electric.

## Ergebnisse

### Achtelfinale
|                           | Ergebnis |                    |
| ------------------------- | -------- | ------------------ |
| Toyo Industries           | 3:0      | Waseda WMW         |
| Hitachi                   | 3:0      | Nagoya Mutual Bank |
| Toyama Club               | 0:2      | Chūō-Universität   |
| Teijin Matsuyama          | 2:3      | Kwangaku Club      |
| Kandai Club               | 0:3      | Shida Club         |
| Furukawa Electric         | 2:1      | Japan Dunlop       |
| Sendai Ikuei Club         | 2:4      | Rikkyō-Universität |
| Hokkai-Gakuen-Universität | 01:12    | Yawata Steel       |

### Viertelfinale
|                    | Ergebnis |                   |
| ------------------ | -------- | ----------------- |
| Toyo Industries    | 1:0      | Hitachi           |
| Chūō-Universität   | 2:1      | Kwangaku Club     |
| Shida Club         | 1:3      | Furukawa Electric |
| Rikkyō-Universität | 1:4      | Yawata Steel      |

### Halbfinale
|                   | Ergebnis |                  |
| ----------------- | -------- | ---------------- |
| Toyo Industries   | 0:0      | Chūō-Universität |
| Furukawa Electric | 2:1      | Yawata Steel     |

### Spiel um Platz 3
|                 | Ergebnis |              |
| --------------- | -------- | ------------ |
| Toyo Industries | 2:0      | Yawata Steel |

### Finale
|                  | Ergebnis |                   |
| ---------------- | -------- | ----------------- |
| Chūō-Universität | 2:3      | Furukawa Electric |